# 喬治·蓋洛威
喬治·蓋洛威（英語：George Galloway，1954年8月16日—）是一位英國政治人物和電視節目主持人，生於蘇格蘭丹地。1987年首度當選英國下議院議員。自1960年代以來一直是工黨黨員，直至2003年因反對伊拉克戰爭而遭開除黨籍。自2013年至2016年，擔任尊重黨黨魁。自2019年至今，擔任不列顛工人黨黨魁。

## 政治立場及觀點
2012年6月，蓋洛威在接受《獨立報》採訪時表示：「我並非和平主義者。我是革命者。我是社會主義者，不喜歡資本主義，也不喜歡帝國主義。」

### 英國脫歐
蓋洛威是英國脫歐的支持者。
2016年2月13日，蓋洛威在他主持的RT電視台節目《Sputnik》上採訪了奈杰尔·法拉奇 。同年2月19日，蓋洛威出席了支持脫歐組織「Grassroots Out」的集會，奈杰尔·法拉奇在集會上稱蓋洛威「無庸置疑是這個國家最偉大的演說者之一，是英國政治左翼的傑出人物」。其後，蓋洛威將他與法拉吉的結盟關係類比於史達林和邱吉爾在二戰期間的結盟。
2019年4月，蓋洛威宣布他將在當年的歐洲議會選舉中支持奈杰尔·法拉奇領導的英國脫歐黨。

### 俄羅斯
2016年1月，蓋洛威對認定亞歷山大·利特維年科是被普丁下令暗殺的調查報告表示質疑，同時稱普丁為「世界上最受歡迎的政治家」。

### 香港
2019年7月，蓋洛威認為香港反修例示威是有外國勢力參與其中、為給中國製造麻煩的一場「顏色革命」，類似於之前曾發生在烏克蘭、喬治亞等國的政權更替。

### 新疆
蓋洛威認為新疆沒有集中營，受到拘禁的人都是伊斯蘭教恐怖分子；而新疆穆斯林的生活水準正在「飛速發展」。

## 主持節目
蓋洛威曾一度在Press TV主持兩個節目《The Real Deal》和《Comment》。
2012年，蓋洛威加入黎巴嫩廣場電視台，主持《Kalima Hurra》。
2013年11月，蓋洛威及其妻子Gayatri加入RT電視台，主持《Sputnik》。
2010年，蓋洛威開始在Talksport电台主持節目《巅峰脱口秀》，2016年转至英国新闻集团旗下Talkradio电台播出。2019年，在蓋洛威發表了反以色列的言論後，Talkradio永久停播了他的節目，随后转至俄罗斯卫星通讯社和YouTube自媒体播出。2023年3月，蓋洛威获中国国际电视台邀请，在中央广播电视总台光华路办公区录制一期《巅峰脱口秀》节目。

## 家庭
蓋洛威結過四次婚，共有六名兒女。

## 外部連結
- 官方网站 （英文）
- 喬治·蓋洛威的X（前Twitter） （英文）
- 喬治·蓋洛威的Facebook專頁 （英文）
- 喬治·蓋洛威在互联网电影资料库（IMDb）上的資料（英文）